# خلية بيتا
خلايا بيتا أو خلايا β (بالإنجليزية: Beta cells)‏ هي نوع من الخلايا في البنكرياس في منطقة تدعى جزر لانغرهانس. وتشكل حوالي 65-80% من خلايا البنكرياس مسؤولة عن إفراز الأنسولين.

## الوظيفة
إن وظيفة خلايا بيتا هو إفراز الأنسولين، وهو هرمون قادر على التحكم بالجلوكوز في الدم. وهي تقوم بافراز الانسولين الذي بدوره يقوم بالسماح للجلكوز بالدخول من الدم إلى الخلايا، ويحفز الكبد على تحويل الجلكوز إلى غلايكوجين و هكذا يهبط السكر في الدم إلى المستوى الطبيعي.

### تصنيع الأنسولين
خلايا بيتا هي الموقع الوحيد لتصنيع الأنسولين في الثدييات. نظرًا لأن الجلوكوز يحفز إفراز الأنسولين، فإنه يزيد في نفس الوقت من تصنيع البرونسولين الحيوي، وذلك بشكل أساسي من خلال التحكم الخطي.
ينسخ جين الأنسولين أولًا إلى mRNA ويحول إلى مادة البيررونسولين. بعد التحويل، تحتوي سلائف طليعة الأنسولين على ببتيد إشارة N-terminal الذي يسمح بالانتقال إلى الشبكة الإندوبلازمية الخشنة (RER). داخل RER، تشق إشارة الببتيد لتشكيل طليعة الأنسولين. بعد ذلك، يحدث طي البرونسولين مكونًا ثلاث روابط ثاني كبريتيد. بعد طي البروتين، تنقل طليعة الأنسولين إلى جهاز غولجي وتدخل جزيئات الأنسولين غير الناضجة حيث تفسخ طليعة الأنسولين لتشكيل الأنسولين والببتيد -C. بعد النضج، تحافظ هذه الحويصلات الإفرازية على الأنسولين والببتيد C والأميلين حتى يتسبب الكالسيوم في إفراز محتويات الحبيبات.
من خلال المعالجة المتعدية، يرمز الأنسولين باعتباره سلائف 110 من الأحماض الأمينية ولكنه يفرز كبروتين 51 من الأحماض الأمينية.

### إفراز الأنسولين
في خلايا بيتا، يحفز إفراز الأنسولين بشكل أساسي عن طريق الجلوكوز الموجود في الدم. مع ارتفاع مستويات الجلوكوز المنتشرة مثل بعد تناول وجبة، يفرز الأنسولين بطريقة تعتمد على الجرعة. يشار إلى نظام الإطلاق هذا عادةً باسم إفراز الأنسولين المحفز بالجلوكوز (GSIS). هناك أربعة أجزاء رئيسية لنموذج التوافق الخاص بالأنسولين المحفز بالجلوكوز: امتصاص الجلوكوز المعتمد على GLUT2، وأيض الجلوكوز، وإغلاق قناة KATP، وفتح قنوات الكالسيوم ذات الجهد الكهربائي التي تسبب اندماج حبيبات الأنسولين وإخراجها.
تضمن قنوات الكالسيوم ذات الجهد الكهربائي وقنوات أيون البوتاسيوم الحساسة لـ ATP في غشاء البلازما لخلايا بيتا. عادة ما تكون قنوات أيون البوتاسيوم الحساسة لـ ATP مفتوحة وعادة ما تكون قنوات أيون الكالسيوم مغلقة. تنتشر أيونات البوتاسيوم خارج الخلية، أسفل تدرج تركيزها، ما يجعل داخل الخلية أكثر سلبية مقارنة بالخارج (حيث تحمل أيونات البوتاسيوم شحنة موجبة). في حالة الراحة، هذا يخلق فرق جهد عبر غشاء سطح الخلية -70 مللي فولت.
عندما يكون تركيز الجلوكوز خارج الخلية مرتفعًا، تنتقل جزيئات الجلوكوز إلى الخلية عن طريق الانتشار السهل، وخفض تدرج تركيزها عبر ناقل GLUT2. نظرًا لأن خلايا بيتا تستخدم الجلوكوكيناز لتحفيز الخطوة الأولى من تحلل السكر، فإن التمثيل الغذائي يحدث فقط حول مستويات الجلوكوز الفسيولوجية في الدم وما فوق. ينتج التمثيل الغذائي للجلوكوز ATP، ما يزيد من نسبة ATP إلى ADP.
تغلق قنوات أيون البوتاسيوم الحساسة للاعبي التنس المحترفين عندما ترتفع هذه النسبة. هذا يعني أن أيونات البوتاسيوم لم تعد قادرة على الانتشار خارج الخلية. نتيجة لذلك، يصبح فرق الجهد عبر الغشاء أكثر إيجابية (حيث تتراكم أيونات البوتاسيوم داخل الخلية). هذا التغيير في فرق الجهد يفتح قنوات الكالسيوم ذات الجهد الكهربائي، ما يسمح لأيونات الكالسيوم من خارج الخلية بالانتشار في تدرج تركيزها. عندما تدخل أيونات الكالسيوم إلى الخلية، فإنها تتسبب في انتقال الحويصلات التي تحتوي على الأنسولين وتندمج مع غشاء سطح الخلية، وتطلق الأنسولين عن طريق خروج الخلايا في الوريد البابي الكبدي.

### إفراز هرمونات أخرى
- الببتيد - C، الذي يفرز في مجرى الدم بكميات متساوية إلى الأنسولين. يساعد الببتيد C على منع الاعتلال العصبي والأعراض الأخرى المرتبطة بتدهور الأوعية الدموية لمرض السكري. سيقيس الممارس مستويات الببتيد C للحصول على تقدير لكتلة خلايا بيتا القابلة للحياة.[12]
- الأميلين، المعروف أيضًا باسم بولي ببتيد جزيرة أميلويد (IAPP). تتمثل وظيفة الأميلين في إبطاء معدل دخول الجلوكوز إلى مجرى الدم. يمكن وصف الأميلين بأنه شريك متآزر للأنسولين، حيث ينظم الأنسولين تناول الطعام على المدى الطويل وينظم الأميلين تناول الطعام على المدى القصير.[13]